# Samsø
Samsø je otok u Danskoj koji se nalazi u tjesnacu Kattegat, između Danskog i Švedskog kopna. Dio je općine Samsø. Otok ima površinu od 114 km2 i na njemu živi 4 300 stanovnika (2009.). U povijesti to je bilo poznato okupljalište Vikinga. Od 1997., otok Samsø je poznat po korištenju obnovljivih izvora energije, tako da danas proizvodi 100% električne energije iz energije vjetra.

## Opći podaci
Otok Samsø je poznat kod Francuza, Iraca i Velšana po jagodama, koje se beru na tom otoku u lipnju i srpnju svake godine. U Danskoj je poznat po mladim krumpirima, koji dostignu cijenu oko 900 kuna po kilogramu. Plaže i selo u Ballenu su mjesta posjete turista. Samsø ima autobusnu linije po otoku i pristaništa za trajekte. Zemljopisno se otok dijeli u 3 cjeline: Sjeverni otok, fjord Stavns i Južni otok.

## Obnovljiva energija
Zahvaljujući vjetroelektranama na kopnu i moru, stanovnici danskog Samsøa proizvedu 40 % više električne energije nego što uvoze s kopna. 21 vjetroagregat snage po 1 MW (10 vjetroagregata čini priobalnu vjetroelektranu) pokriva ukupnu otočnu potrošnju električne energije. Dvije pripadaju zadruzi, čiji su pojedinačni dioničari otočani. Fiksna cijena proizvodnje struje određuje se desetogodišnjim ugovorima. Novi vjetroagregat ovdje je cjenjeniji od novog automobila Mercedes. U energiji vjetra leži zarada otočana. Propeleri se okreću i ispred obale. Pet vjetroagregata na moru posjeduje općina, koja godišnje zaradi 135 000 eura. Novac koji se zaradi od vjetroelektrana može se dalje investirati samo za dobivanje drugih projekata oko električne struje, pa otočani žele investirati u neke druge oblike obnovljive energije, kao primjerice u javni prijevoz. Želja ovdašnjih poljoprivrednika jesu traktori koje pogoni biodizel dobiven iz uljane repice, a želja vlasnika osobnih automobila je pogon na vodik.
Otok Samsø je smješten u središnjemu dijelu Danske. Stanovnici u 22 sela griju se uglavnom na biomasu, piljevinu i slamu, drvene pelete. Godišnje se u tri od četiri ovdašnje toplane, čiji su dioničari, naravno, lokalni stanovnici, spali 1200 tona slame. Ova toplana pokriva dvije trećine godišnjih potreba 280 kućanstava. Njihovi su računi za grijanje niži za petinu od onih na kopnu. Uz grijanje na slamu i biomasu, energija vjetra zaslužna je za izvanredno postignuće u 15 godina, od početka energetske revolucije, na Samsøu je emisija ugljikova dioksida CO2 svedena na nulu.

## Slike
- Crkva Nordby.
- Pogled s brda Dyret.
- Ballebjerg.
- Šume na Samsøu.

## Poveznice
- Popis otoka Danske